# Bruno Wendel
Johan Bruno Wendel, född den 21 juli 1824 i Frankenberg, Sachsen, död den 21 februari 1893 i Mölnlycke, var en svensk industriman som var ägare av Mölnlycke fabriker.

## Biografi
Han var född och uppfostrad i Tyskland och skulle slå in på den militära banan. Men han var mera hågad åt handel och emigrerade 21 år gammal till Göteborg. Där fick han plats hos en äldre släkting, grosshandlaren Gustav Ferdinand Hennig och lärde sig köpmannayrket. Efter ett par år blev han agent och reste i Skandinavien som representant för olika fabrikanter och knöt samtidigt värdefulla kontakter. 
Han gifte sig med Hennigs dotter Louise och de fick fyra söner. Han blev nu chef för Mölnlycke fabriker och efter Hennigs död 1880 bildades Mölnlycke Manufaktur-AB med Wendel som ensam ägare. Under 40 år utvecklade nu Wendel rörelsen i Mölnlycke utanför Göteborg och var även under ett tjugotal år ordförande i Råda sockens kommunalstyrelse. Han lät i slutet av 1800-talet bygga det träslott, som sedan 1907 utgör huvudbyggnad vid Wendelsbergs folkhögskola. 
Wendel var på sin tid en av Sveriges rikaste privatpersoner. Förmögenheten grundlade han genom Mölnlycke fabriker, som bland annat tillverkade skinn och möbler. Han ligger begravd på Råda kyrkogård i Mölnlycke.